# Fajsal ibn Musa’id ibn Abd al-Aziz Al Su’ud
Fajsal ibn Musa’id ibn Abd al-Aziz Al Su’ud (zm. 1975) – saudyjski emir i członek domu panującego (dynastia Saudów).
25 marca 1975 zastrzelił swego stryja, króla Fajsala. Po wielu spekulacjach rząd Arabii Saudyjskiej poinformował, że morderstwo stanowiło „indywidualny akt”. Jednocześnie rząd nie ujawnił przyczyny morderstwa. Po ustaleniu, że Fajsal świadomie pozbawił życia króla, ulemowie zgodzili się skazać go na karę śmierci przez dekapitację. Wyrok wykonano w Rijadzie.